# Viktor Axelsen
Viktor Axelsen (sinh ngày 4 tháng 1 năm 1994) là một vận động viên cầu lông người Đan Mạch. Anh đã hai lần vô địch Thế vận hội, hai lần vô địch Thế giới và bốn lần vô địch châu Âu. Axelsen đã giữ vị trí số 1 trên bảng xếp hạng thế giới BWF ở nội dung đơn nam trong tổng cộng 183 tuần (tính đến tháng 8 năm 2024) và hiện đang xếp hạng số 2 thế giới. Với những cú đập cầu uy lực và khả năng phòng thủ vững chắc, anh được coi là một trong những tay vợt cầu lông vĩ đại nhất mọi thời đại.
Axelsen đã giành huy chương vàng tại Giải vô địch thế giới vào các năm 2017 và 2022, cùng với Thomas Lund trở thành tay vợt nam không phải người châu Á đầu duy nhất giành được danh hiệu này hai lần. Anh cũng là nhà đương kim vô địch Thế vận hội hai lần liên tiếp, giành huy chương vàng nội dung đơn nam tại Thế vận hội Tokyo 2020 và Thế vận hội Paris 2024, trở thành tay vợt không phải người châu Á duy nhất trong lịch sử giành được hai huy chương vàng olympic trong môn cầu lông.
Axelsen đã dẫn dắt đội tuyển Đan Mạch giành chiến thắng tại tất cả các Giải Vô địch Hỗn hợp Đồng đội châu Âu từ năm 2015 và tất cả các Giải Vô địch Đồng đội Nam châu Âu từ năm 2012. Về thành tích cá nhân, anh đã giành được ba danh hiệu vô địch châu Âu vào các năm 2016, 2018 và 2022, cùng với một huy chương vàng tại Đại hội Thể thao châu Âu năm 2023. Anh cũng đã giành chức vô địch Thế giới Trẻ vào năm 2010, trở thành tay vợt đơn duy nhất không phải người châu Á giành được danh hiệu này. Axelsen đã giữ vị trí số một thế giới ở nội dung đơn nam trong tổng cộng 183 tuần, là thời gian dài thứ ba trong lịch sử cầu lông, chỉ đứng sau Lee Chong Wei (398 tuần) và Lin Dan (211 tuần). Anh đã hai lần được trao giải Nam vận động viên của năm của BWF trong giai đoạn từ năm 2020 đến 2022.

## Đời tư
Viktor Axelsen đã kết hôn với tay vợt nữ Natalia Koch Rohde (hạng 35) và đã có con gái Vega Axelsen sinh ngày 15 tháng 10 năm 2020